# Place Seffarine
Place Seffarine o Plaza Seffarine (en árabe: ساحة الصفارين; también transcrito como Saffarin) es una pequeña plaza situada en la medina de Fez, Marruecos (Fes el Bali). Se encuentra en el lado sur de la Mezquita Qarawiyyin, cerca del río Bou Khrareb, que atraviesa la medina. La plaza data de la Edad Media, aunque ha sufrido renovaciones más adelante. Está lindado con la biblioteca Qarawiyyin al noroeste, con la madraza Seffarine al este y con el hamán Seffarine al suroeste. Lleva el nombre de los caldereros (seffarin o saffarin ; en árabe: الصفارين) que desde hace siglos tienen aquí sus talleres.

## Historia
La plaza fue históricamente el principal zoco de los caldereros de la ciudad, que dio nombre a la plaza. Todavía están presentes hoy en día. Sus talleres están establecidos aquí al menos desde el siglo xvi, cuando León el Africano constató su presencia.: 339–340  La madraza Seffarine, cuya entrada se encuentra en esta plaza, fue construida aquí en 1271 por el sultán meriní Abu Yúsuf Yaaqub ibn Abd al-Haqq y es la madraza construida específicamente para este fin más antigua de Marruecos.: 286  Todavía se utiliza hoy en día y fue renovado recientemente a finales de la década de 2010. La biblioteca Qarawiyyin, en el lado noroeste de la plaza, fue construida aquí por primera vez a finales del siglo XVI por el sultán Ahmad al-Mansur,  aunque Qarawiyyin tenía una biblioteca anterior construida más al norte en 1349 por Abu Inan. El hamán Seffarine también data del siglo xiv, durante la era meriní.
La plaza sufrió importantes renovaciones en las décadas de 1930 y 1940, durante el protectorado francés, a petición del administrador de los bienes habices de Qarawiyyin, así como por iniciativa del rey Mohammed V. Este programa de restauraciones, que afectó a muchos de los edificios y tiendas circundantes, le dio a la plaza gran parte de su aspecto actual. Durante este proceso, la biblioteca de Qarawiyyin se amplió significativamente y fue reinaugurada en 1949 en su forma actual. La madraza Mohammadia, un anexo a la madraza Seffarine añadido en el siglo xviii, también fue renovada y ampliada significativamente en esta época. Más recientemente, en la década de 2010, se renovaron nuevamente varias de las estructuras circundantes, incluidas las dos madrazas (Seffarine y Mohammadia) y la biblioteca Qarawiyyin. El hamán Seffarine también fue recientemente restaurado bajo la supervisión del arquitecto Rachid Halaoui, como parte de un proyecto liderado por Austria para restaurar varios hamanes históricos en toda la región mediterránea.